# Planetarium (Plastic Tree)
Planetarium (プラネタリウム?, Puranetariumu) è il decimo singolo della rock band visual kei giapponese Plastic Tree. È stato pubblicato il 7 febbraio 2001 dall'etichetta major Warner Music ed è il terzo singolo più venduto della band: ha raggiunto la 26ª posizione nella classifica ufficiale giapponese Oricon dove è rimasto per due settimane.

## Tracce
Tutti i brani sono testo di Ryūtarō Arimura e musica di Tadashi Hasegawa.

Dopo il titolo è indicata fra parentesi "()" la grafia originale del titolo.
1. Planetarium (プラネタリウム?) - 3:48
2. Angeldust (エンジェルダスト?) - 4:05
3. Ekitai (液体?) - 5:45

## Altre presenze
- Planetarium:
  - 27/03/2001 - Cut ~Early Songs Best Selection~
  - 14/11/2001 - Plastic Tree Single Collection

- Angeldust:
  - 25/09/1996 - Rira no ki
  - 05/09/2007 - B men gahō

## Formazione
- Ryūtarō Arimura - voce e seconda chitarra
- Akira Nakayama - chitarra e cori
- Tadashi Hasegawa - basso e cori
- TAKASHI - batteria